# El novato del año
El novato del año (en inglés, Rookie of the Year), es una película estadounidense  estrenada en 1993, protagonizada por Thomas Ian Nicholas, Gary Busey y Amy Morton. El filme es un remake de la película de 1954 titulada Roogie's Bump. La película  trata sobre un niño que tras un accidente, su brazo adquiere una fuerza descomunal, abriéndole la oportunidad de jugar junto con el equipo de béisbol los Chicago Cubs. Fue un éxito de taquilla, aunque su recepción crítica fue pobre.

## Sinopsis
Henry Rowengartner (Thomas Ian Nicholas), es un niño de doce años que sueña con algún día jugar béisbol con su equipo favorito los Chicago Cubs, pero un accidente provoca que su brazo adquiera una fuerza descomunal capaz de lanzar una pelota a 160 kilómetros por hora, provocando que finalmente su suerte cambie y su mayor sueño se haga realidad, convirtiéndose inmediatamente en el jugador estrella del equipo.(Atención Spoiler) En un principio empieza la liga bien pero en el último partido Henry se tropieza con la pelota y el brazo vuelve a ser como antes ya no tira a 160 kilómetros por hora, ahora tira como un niño normal y corriente y exactamente le toca batear al mejor jugador de la liga y lo poncha y ganan la liga , Henry ahora se va a jugar al béisbol al equipo de su ciudad.

## Reparto
- Thomas Ian Nicholas es Henry Rowengartner.
- Gary Busey  es Chet "Rocket" Steadman.
- Amy Morton es Mary Rowengartner.
- Patrick LaBrecque es George.
- Robert Hy Gorman es Clark.
- Bruce Altman es Jack Bradfield.
- Dan Hedaya es Larry "Fish" Fisher.
- Albert Hall es Sal Martinella.
- Eddie Bracken es Bob Carson.
- Daniel Stern es Phil Brickma.
- Neil Flynn es Okie.
- W. Earl Brown as Frick.
- Ian Gomez es Odd Bellman.
- Andy Berman es Ernie.
- Colombe Jacobsen es Becky Fraker.
- John Candy es Cliff Murdoch (sin acreditar).
- Barry Bonds es como el mismo.
- Bobby Bonilla es como el mismo.
- Pedro Guerrero es como el mismo.